# Monuments commémorant le Grand Dérangement
De nombreux monuments ont été érigés à travers le monde pour commémorer le Grand Dérangement, c'est-à-dire l'expropriation massive et la déportation des Acadiens, peuple francophone d'Amérique du Nord, lors de la prise de possession par les Britanniques des colonies françaises au XVIIIe siècle.

## Grand-Pré

### Croix de la Déportation
La Croix de la Déportation est un monument situé à Horton Landing, à l'est de Grand-Pré. Il a été inauguré en 1924 à Hortonville mais déplacé au site actuel en 2005. La croix mesure 4 mètres de haut. Elle rappelle l'endroit où les Acadiens furent embarqués sur les bateaux pour y être déportés.

## L'Odyssée acadienne

### Le monument
L'Odyssée acadienne est une série de monuments inaugurés au fil des ans dans les différents lieux liés à la déportation. Trente-huit de ces monuments devraient être installés.
Le monument est installé sur une base ayant la forme d'une étoile. Sur les quatre côtés se trouvent deux inscriptions, affichées en anglais et en français. L'une résume le Grand Dérangement et l'autre résume les événements particuliers au lieu où est installé le monument. Une carte, reprenant une partie de l'affiche Acadie: L'odyssée d'un peuple, figure au sommet de la base. Le monument est terminé par une réplique de la Croix de la Déportation de Grand-Pré.

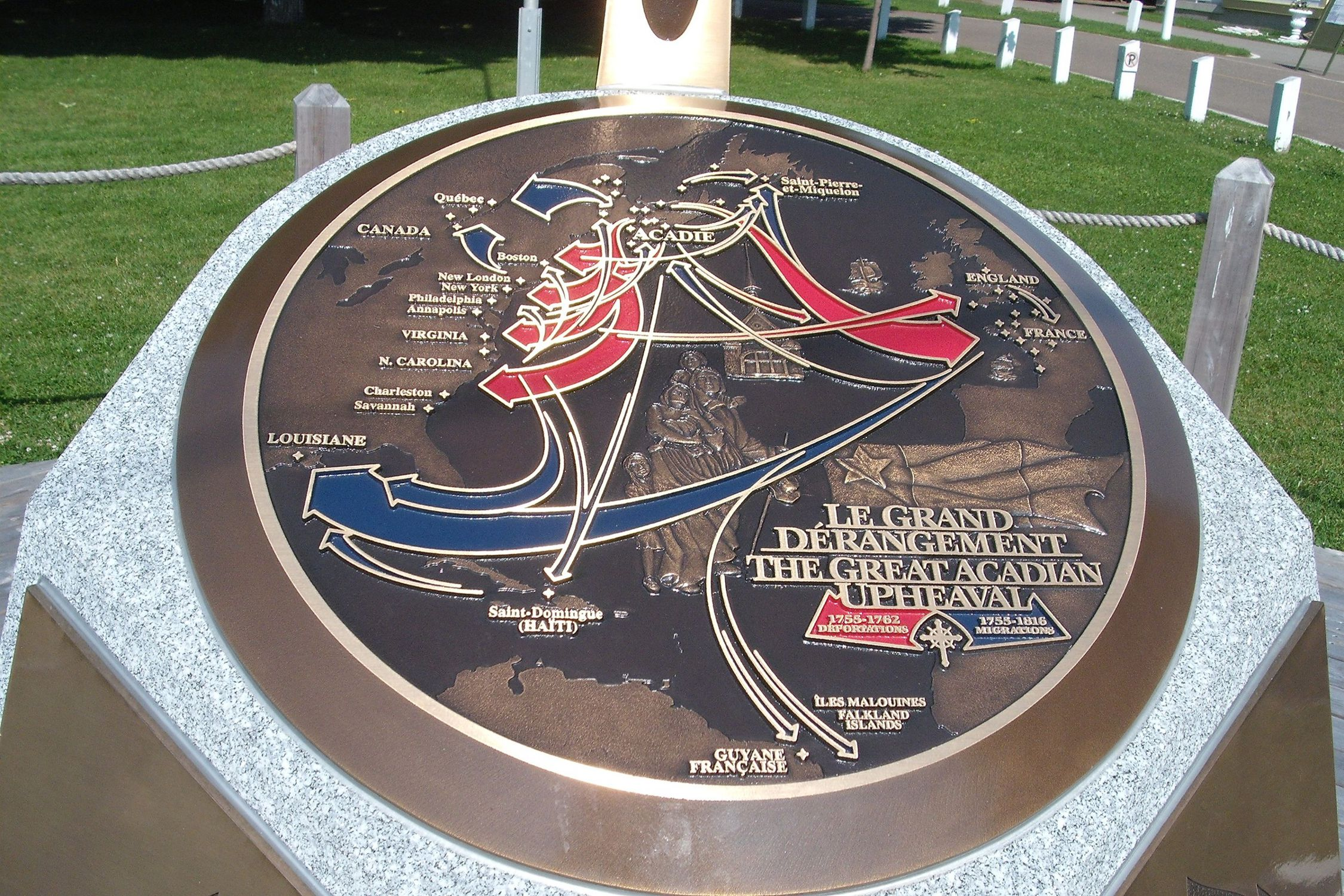
Carte
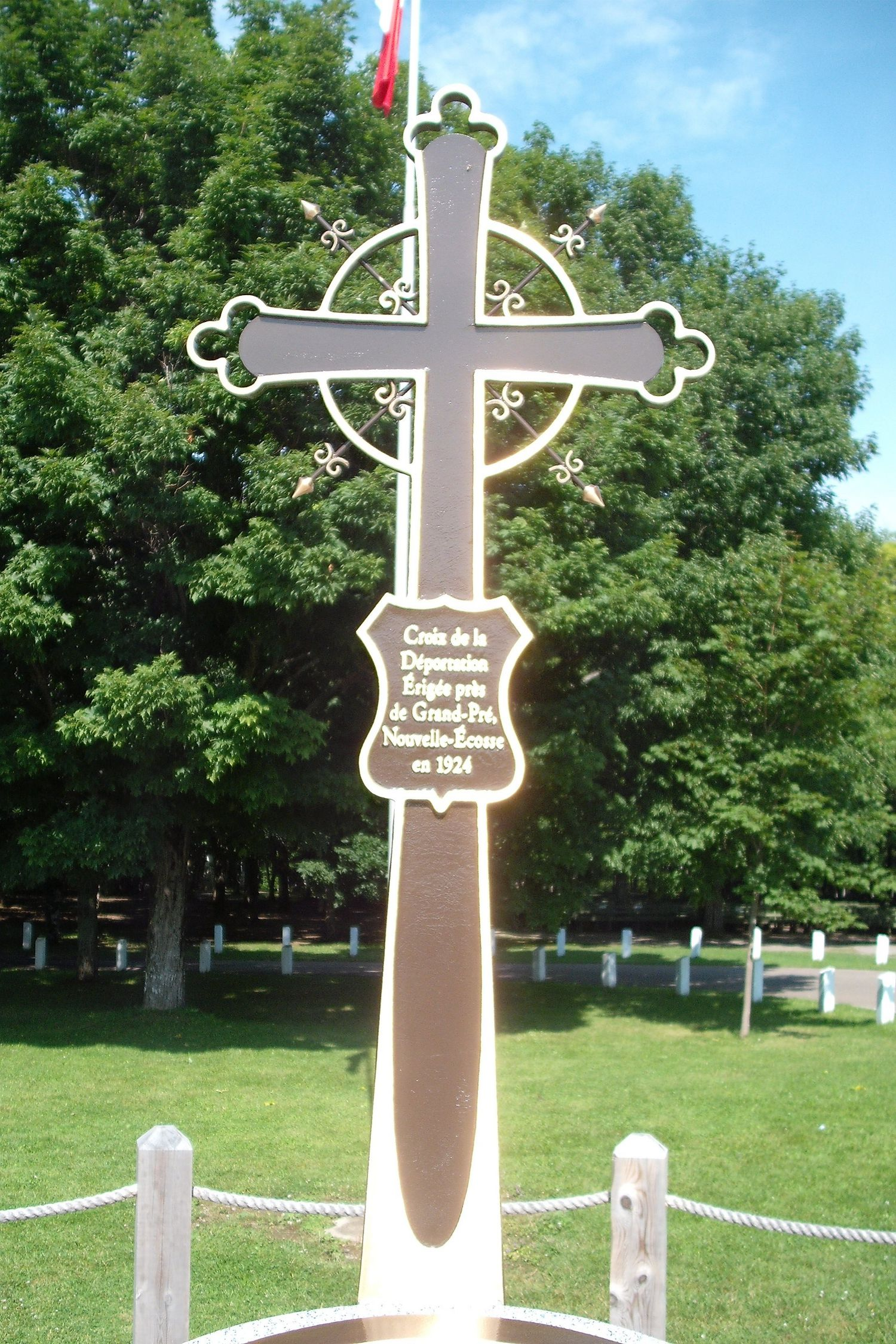
Reproduction de la croix de Grand-Pré
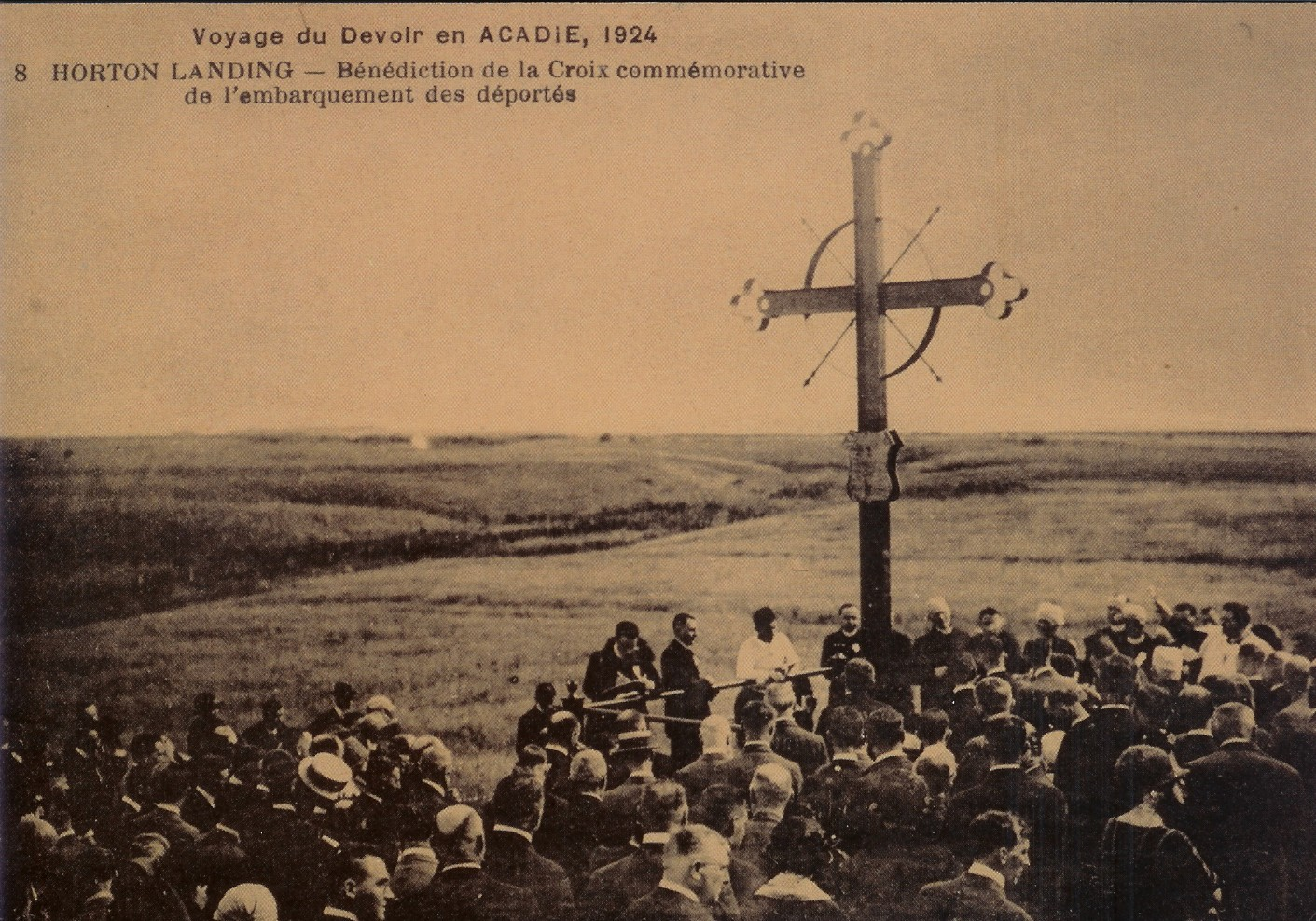
La croix de Grand-Pré, à son inauguration en 1924
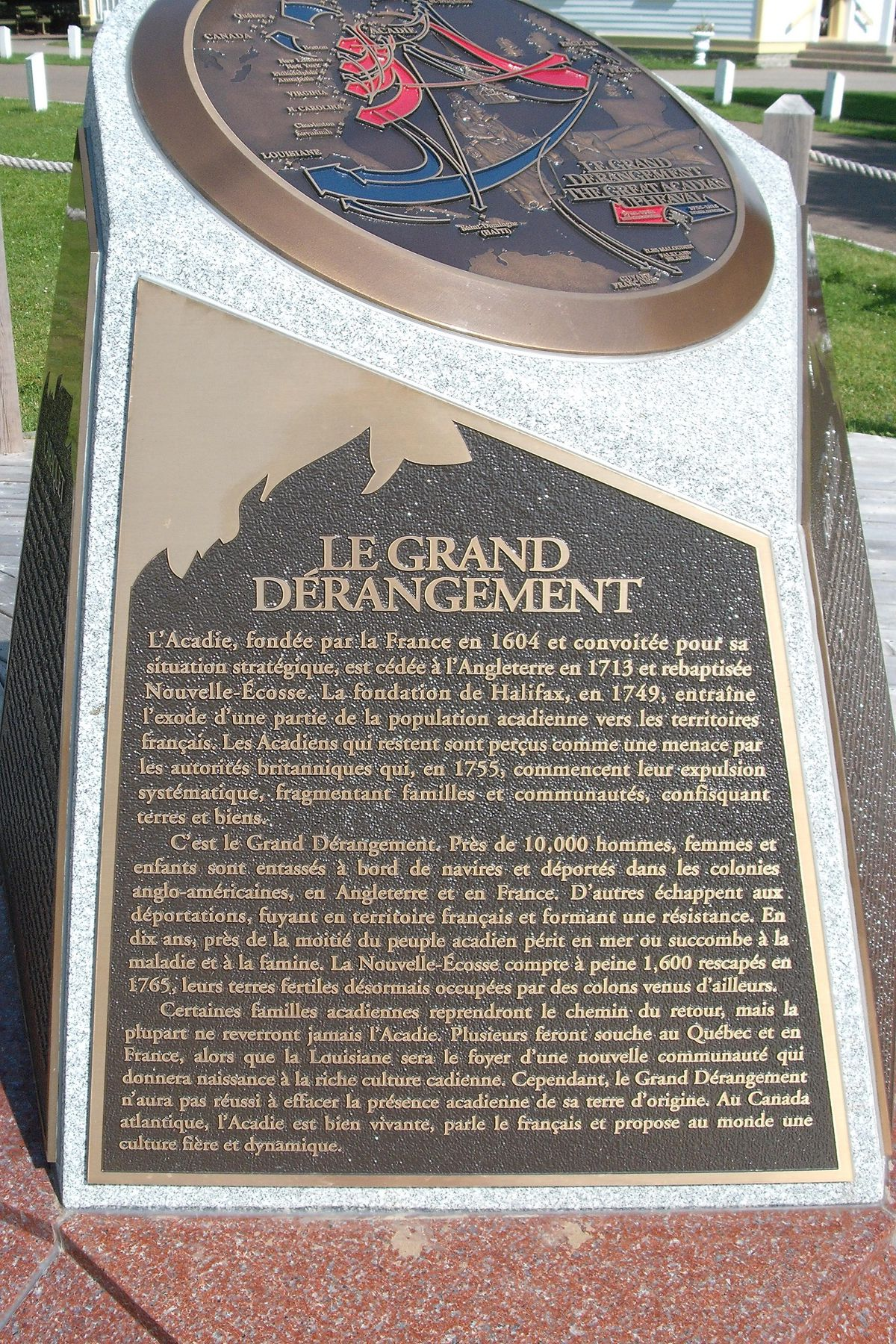
Texte commun
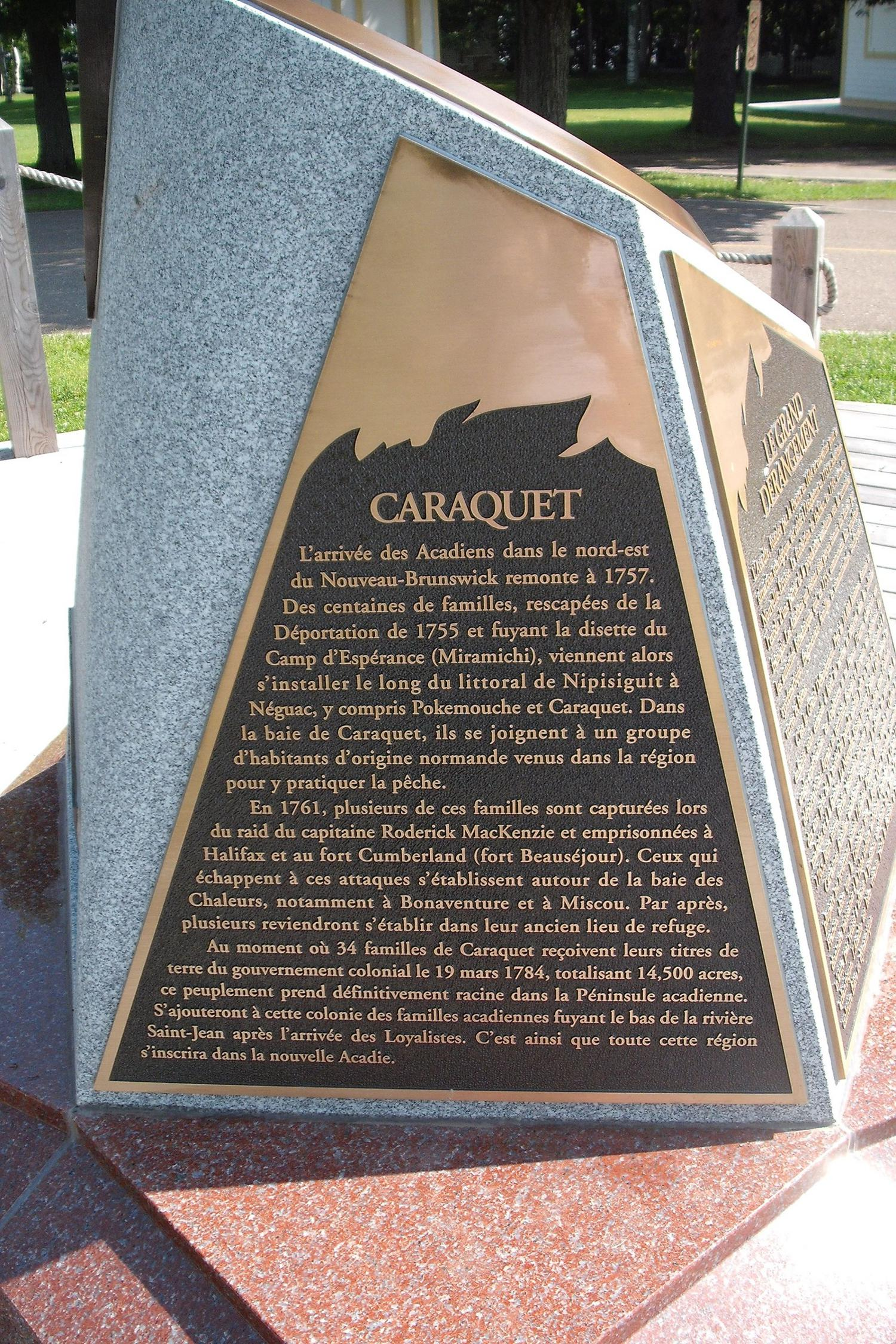
Texte local, ici à Caraquet

### Liste des monuments installés
| Lieu                                      | Emplacement                                              | Année d'inauguration | Événement commémoré        | Photographie |
| ----------------------------------------- | -------------------------------------------------------- | -------------------- | -------------------------- | ------------ |
| Halifax Nouvelle-Écosse                   | Promenade de bois du front de mer, face à l'île Georges. | 28 juillet 2005      | Île Georges                |              |
| Dieppe Nouveau-Brunswick                  |                                                          | 28 juillet 2005      |                            |              |
| Saint-Basile Nouveau-Brunswick            |                                                          | 2006                 |                            |              |
| Miramichi Nouveau-Brunswick               |                                                          | 2006                 | Île Boishébert             |              |
| Caraquet Nouveau-Brunswick                | Sainte-Anne-du-Bocage                                    | 28 juillet 2007      | Raid de Roderick MacKenzie |              |
| Miquelon Saint-Pierre-et-Miquelon         |                                                          | 23 octobre 2007      |                            |              |
| Port-LaJoye Île-du-Prince-Édouard         |                                                          | 13 décembre 2008     |                            |              |
| Cap-Saint-Georges Terre-Neuve-et-Labrador |                                                          | 31 octobre 2010      |                            |              |
| Saint-Grégoire Québec                     |                                                          | 14 août 2011         |                            |              |
| Houma Louisiane                           |                                                          | 11 octobre 2011      |                            |              |
| Petite-Rochelle Nouveau-Brunswick         |                                                          | 15 août 2012         |                            |              |
| Saint-Jacques Québec                      |                                                          | 11 août 2013         |                            |              |
| Baie-Sainte-Marie Nouvelle-Écosse         |                                                          | 19 septembre 2015    |                            |              |
| L'Acadie Québec                           |                                                          | 11 septembre 2016    |                            |              |
| Pubnico-Ouest Nouvelle-Écosse             |                                                          | 28 juillet 2017      |                            |              |
| Carleton-sur-Mer Québec                   |                                                          | 16 septembre 2018    |                            |              |

### Liste des monuments à venir
Dans les provinces maritimes, les sites suivants sont proposés: Fort Beauséjour, Fort Edward, Port-Royal, Pobomcoup, Louisbourg et Fredericton.
Aux États-Unis, les sites suivants sont proposés: Boston, New London, New York, Philadelphie, Annapolis, Raleigh, Charleston, Savannah, Portsmouth et Saint-Martinville.
En France, en Angleterre et aux Antilles, les sites suivants sont proposés: Martinique, Liverpool, Southampton, Bristol, Penryn, Haïti, Guyane française, Îles Malouines, Belle-Île-en-Mer, Archigny et Nantes.
Au Québec, les sites proposés sont Bonaventure, la région de Trois-Rivières et Bécancour, L'Assomption et les Îles-de-la-Madeleine.